# Pardosella
Pardosella Caporiacco, 1939 è un genere di ragni appartenente alla famiglia Lycosidae.

## Distribuzione
Le 5 specie note di questo genere sono state reperite in Etiopia e Tanzania.

## Tassonomia
Le caratteristiche di questo genere sono state descritte dall'analisi degli esemplari tipo Pardosella zavattarii Caporiacco, 1939.
Non sono stati esaminati esemplari di questo genere dal 1959.
Attualmente, ad agosto 2017, si compone di 5 specie:
- Pardosella delesserti Caporiacco, 1939 — Etiopia
- Pardosella maculata Caporiacco, 1941 — Etiopia
- Pardosella massaiensis Roewer, 1959 — Tanzania
- Pardosella tabora Roewer, 1959 — Tanzania
- Pardosella zavattarii Caporiacco, 1939[2] — Etiopia

### Specie trasferite
- Pardosella corondaensis (Mello-Leitão, 1941); trasferita al genere Lobizon Piacentini & Grismado, 2009[1].
- Pardosella pentheri (Nosek, 1905); trasferita al genere Alopecosa Simon, 1885
- Pardosella saltuarides (Strand, 1907); trasferita al genere Pardosa (C.L. Koch, 1847)